# 津村記久子
津村 記久子（つむら きくこ、1978年1月23日 - ）は、日本の小説家。大阪府大阪市出身、大阪府立今宮高等学校、大谷大学文学部国際文化学科卒業。

## 経歴
幼少時には児童書をまねて文章を書いていたが、中学生のころからは音楽に親しむようになる。大学3年のころから本格的に小説を書き始める。
2000年、新卒で入社した会社で上司からパワーハラスメントを受け、10か月で退社。その後、職業訓練校などを経て2001年に転職。
2005年、「マンイーター」（津村記久生名義、単行本化に際して『君は永遠にそいつらより若い』に改題）で第21回太宰治賞を受賞し、小説家デビュー。兼業作家として、会社から帰った後、睡眠を二回に分けてその合間に小説を執筆していた。
2012年、10年半勤めた会社を退職し、専業作家となる。

## 受賞歴
- 2005年 - 「マンイーター」で第21回太宰治賞受賞[3]
- 2008年 - 「カソウスキの行方」で第138回芥川賞候補
- 2008年 - 「婚礼、葬礼、その他」で第139回芥川賞候補
- 2008年 - 『ミュージック・ブレス・ユー!!』で第30回野間文芸新人賞受賞[3]
- 2008年 - 咲くやこの花賞文芸その他部門受賞
- 2009年 - 「ポトスライムの舟」で第140回芥川賞受賞[3]
- 2011年 - 『ワーカーズ・ダイジェスト』で第28回織田作之助賞受賞[3]
- 2013年 - 「給水塔と亀」で第39回川端康成文学賞受賞[3]
- 2016年 - 『この世にたやすい仕事はない』で芸術選奨新人賞受賞[3]
- 2017年 - 『浮遊霊ブラジル』で第27回紫式部文学賞受賞[3]
- 2017年 - 『アレグリアとは仕事はできない』で第13回酒飲み書店員大賞受賞
- 2018年 - 『とにかくうちに帰ります』で第10回エキナカ書店大賞候補[4]
- 2019年 - 『ディス・イズ・ザ・デイ』で第6回サッカー本大賞受賞
- 2023年 - 『水車小屋のネネ』で第59回谷崎潤一郎賞受賞[5]
- 2025年 - 『水車小屋のネネ』で第5回読者による文学賞スピンオフ受賞。

## 選考委員歴
- 川端康成青春文学賞（第1回/2018年 - 現職）[6]

## 作風・人物
- 自身の会社員生活の経験を元に、働く人々や女性を描いた作品が多い。
- 大阪在住であり、近畿地方を舞台にした作品、関西弁を話す登場人物も多く描かれる。
- スポーツ観戦が趣味で、海外サッカーやロードレース、フィギュアスケートのファンである[1]。

## 作品

### 小説
- 『君は永遠にそいつらより若い』（筑摩書房、2005年11月 / ちくま文庫、2009年5月）
  - 初出:『太宰治賞2005』掲載「マンイーター」を改題。
- 『カソウスキの行方』（講談社、2008年2月 / 講談社文庫、2012年1月）
  - カソウスキの行方（『群像』2007年9月号）
  - Everyday Write A Book（『小説すばる』2006年7月号）
  - 花婿のハムラビ法典（『群像』2006年5月号）
- 『ミュージック・ブレス・ユー!!』（角川書店、2008年6月 / 角川文庫、2011年6月）
- 『婚礼、葬礼、その他』（文藝春秋、2008年7月 / 文春文庫、2013年2月）
  - 婚礼、葬礼、その他（『文學界』2008年3月号）
  - 冷たい十字路 （『文學界』2007年6月号）
- 『アレグリアとは仕事はできない』（筑摩書房、2008年12月 / ちくま文庫、2013年6月）
  - アレグリアとは仕事はできない（『ちくま』2007年7月 - 2008年1月連載「コピー機が憎い！」を改題）
  - 地下鉄の叙事詩（書き下ろし）
- 『八番筋カウンシル』（朝日新聞出版、2009年2月 / 朝日文庫、2014年4月）
- 『ポトスライムの舟』（講談社、2009年2月 / 講談社文庫、2011年4月）
  - ポトスライムの舟（『群像』2008年11月）
  - 十二月の窓辺（『群像』2007年1月号）
- 『ワーカーズ・ダイジェスト』（集英社、2011年3月 / 集英社文庫、2014年6月）
  - ワーカーズ・ダイジェスト（『小説すばる』2010年9月号 - 11月号）
  - オノウエさんの不在（『小説すばる』2008年4月号）
- 『まともな家の子供はいない』（筑摩書房、2011年8月 / ちくま文庫、2016年3月）
  - まともな家の子供はいない（『ちくま』2009年11月号 - 2010年10月号）
  - サバイブ（「Webちくま」2006年3月 - 6月）
- 『とにかくうちに帰ります』（新潮社、2012年2月 / 新潮文庫、2015年10月）
  - 職場の作法（日本経済新聞電子版 2010年10月4日 - 23日）
  - バリローチェのフアン・カルロス・モリーナ（『新潮』2011年1月号）
  - とにかくうちに帰ります（『新潮』2009年3月号）
- 『ウエストウイング』（朝日新聞出版、2012年11月 / 朝日文庫、2017年8月）
  - 初出:『小説トリッパー』2009年12月号 - 2010年12月号
- 『これからお祈りにいきます』（角川書店、2013年6月 / 角川文庫、2017年1月）
  - サイガサマのウィッカーマン（『デジタル野性時代』2012年3月号 - 4月号）
  - バイアブランカの地層と少女（『野性時代』2008年1月号）
- 『ポースケ』（中央公論新社、2013年12月 / 中公文庫、2018年1月）
- 『エヴリシング・フロウズ』（文藝春秋、2014年8月 / 文春文庫、2017年5月）
  - 初出:『別冊文藝春秋』2012年5月号 - 2013年1月号
- 『この世にたやすい仕事はない』（日本経済新聞出版社、2015年10月 / 新潮文庫、2018年11月）
  - 初出:日本経済新聞電子版 2014年5月1日 - 2015年3月19日
- 『浮遊霊ブラジル』（文藝春秋、2016年10月 / 文春文庫、2020年1月）
  - 給水塔と亀（『文學界』2012年3月号）
  - うどん屋のジェンダー、またはコルネさん（『文學界』2010年2月号）
  - アイトール・ベラスコの新しい妻（『新潮』2013年1月号）
  - 地獄（『文學界』2014年2月号）
  - 運命（『新潮』2014年6月号）
  - 個性（『すばる』2014年9月号）
  - 浮遊霊ブラジル（『文學界』2016年6月号）
- 『ディス・イズ・ザ・デイ』（朝日新聞出版、2018年6月 / 朝日文庫、2021年10月）
  - 初出:『朝日新聞』連載
- 『サキの忘れ物』（新潮社、2020年6月 / 新潮文庫、2023年9月）
  - 収録作:「サキの忘れ物」「王国」「ペチュニアフォールを知る二十の名所」「喫茶店の周波数」「Sさんの再訪」「行列」「河川敷のガゼル」「真夜中をさまようゲームブック」「隣のビル」
- 『つまらない住宅地のすべての家』（双葉社、2021年3月 / 双葉文庫、2024年4月）
  - 初出:『小説推理』連載
- 『現代生活独習ノート』（講談社、2021年11月 / 講談社文庫、2025年5月）
  - レコーダー定置網漁（『群像』2020年5月号）
  - 台所の停戦（『群像』2012年12月号）
  - 現代生活手帖（『群像』2016年3月号）
  - 牢名主（『群像』2015年4月号）
  - 粗食インスタグラム（『群像』2015年9月号）
  - フェリシティの面接（『群像』2013年12月号）
  - メダカと猫と密室（『群像』2020年11月号）
  - イン・ザ・シティ（『群像』2021年5月号）
- 『水車小屋のネネ』（毎日新聞出版、2023年3月）
  - 初出:『毎日新聞』夕刊2021年7月1日 - 2022年7月8日連載
- 『うそコンシェルジュ』（新潮社、2024年10月）
  - 収録作:「第三の悪癖」「誕生日の一日」「レスピロ」「うそコンシェルジュ」「続うそコンシェルジュ――うその需要と供給の苦悩篇」「通り過ぎる場所に座って」「我が社の心霊写真」「食事の文脈」「買い増しの顛末」「二千回飲みに行ったあとに」「居残りの彼女」

### エッセイ等
- 『やりたいことは二度寝だけ』（講談社、2012年6月 / 講談社文庫、2017年8月）
  - 日本経済新聞、朝日新聞他
- 『ダメをみがく "女子"の呪いを解く方法』（紀伊國屋書店、2013年4月 / 集英社文庫、2017年1月）
  - 『日経ウーマンオンライン』2012年10月 - 2013年3月。深澤真紀との対談集。
- 『二度寝とは、遠くにありて想うもの』（講談社、2015年4月 / 講談社文庫、2019年3月）
  - 朝日新聞、京都新聞、日経ビジネスオンライン他
- 『くよくよマネジメント』（清流出版、2016年5月）
  - 『清流』2010年5月号 - 2013年7月号。イラストは森下えみこ。
- 『枕元の本棚』（実業之日本社、2016年7月 / 実業之日本社文庫、2019年10月）
  - 『ジェイ・ノベル』2010年7月号 - 2015年11月号、『小説現代』2010年2月号
- 『大阪的』（ミシマ社、2017年3月）
  - 江弘毅との対談。
- 『まぬけなこよみ』（平凡社、2017年4月 / 朝日文庫、2023年1月）
- 『やりなおし世界文学』（新潮社、2022年6月）
- 『苦手から始める作文教室』（筑摩書房、2022年9月）

### 連載
- 万城目学と津村記久子の往復書簡ほなほな（京都新聞朝刊 2025年7月24日 - 連載中） - 月一連載（第4木曜日）